# Łysówka (góra)
Łysówka (w użyciu także nazwy Przedziwna i Krzemionki; 551 m n.p.m.) – góra w Beskidzie Niskim, w paśmie Wzgórz Rymanowskich.
Leży w granicach uzdrowiska Iwonicz-Zdrój, w południowo-zachodniej części miasta, w paśmie wzgórz rozdzielających doliny Iwonickiego Potoku (na wschodzie) i Lubatówki (na zachodzie). W całości porośnięta lasem. Niegdyś nazywana była "Cudowną" (łac. Mons admirabilis) ze względu na właściwości wód źródlanych wypływających u jej podnóża.
Na wschodnim zboczu, na starym stoku slalomowym, urządzono trasę downhillową, na której organizowane są zawody. U wschodnich podnóży góry, w dolinie Iwoniczanki, znajdują się trzy skocznie narciarskie, obecnie nieużytkowane.
Na szczyt wzniesienia prowadzi z centrum uzdrowiska oznakowana kolorem niebieskim ścieżka spacerowa. Inna ścieżka spacerowa, znakowana zielono, biegnie wschodnimi stokami góry. Doliną Iwoniczanki u wschodnich podnóży Przedziwnej biegnie czerwono  znakowany Główny Szlak Beskidzki.